# Yvette Lundy
Pour les articles homonymes, voir Lundy.
Yvette Lundy, née le 22 avril 1916 à Oger et morte le 2 ou le 3 novembre 2019 à Épernay, est une résistante française, arrêtée puis déportée aux camps de Ravensbrück et de Buchenwald.

## Biographie

### De la Première Guerre mondiale à la Seconde
Yvette Lundy est née dans une famille d'agriculteurs originaires de Beine, près de Reims, devenue Beine-Nauroy. Elle est issue d'une grande fratrie de sept enfants. Pendant la Première Guerre mondiale, sa famille est obligée de fuir le village qui se situe alors sur la ligne de front des batailles de Champagne, et s'installe durant la guerre à Oger.
Après avoir grandi à Beine, c'est en devenant institutrice qu'Yvette Lundy revient tout près de son village natal. En 1938, elle prend son poste à Gionges, où elle est également secrétaire de mairie,.
En mai 1940, lors de l'Exode, elle quitte le département pour y revenir en juillet 1940.

### La Résistance
Sous l'Occupation, elle fournit des faux-papiers et des cartes d’alimentation en particulier à des prisonniers évadés du camp de Bazancourt, ainsi qu'à une famille juive à la demande d'une amie qui travaillait à Paris.
Elle assure l’hébergement de réfractaires au Service du travail obligatoire, de résistants traqués et d'équipages alliés pris en charge par le réseau d'évasion Possum.

### La Déportation
Le 19 juin 1944, Yvette est arrêtée à Gionges. Pour protéger ses frères et sœurs René, Lucien, Georges et Berthe, également engagés dans la Résistance, elle fait croire, durant les interrogatoires, qu'elle est fille unique. Elle est incarcérée à la prison de Châlons-sur-Marne, puis transférée au camp de Romainville.
Puis le 18 juillet 1944, elle est déportée comme résistante à Neue Bremm, puis à Ravensbrück où elle porte le matricule 47 360.
Le 16 novembre 1944, elle est transférée à Buchenwald, sous le matricule 15 208, où elle est affectée au Kommando de Schlieben.
Elle en est libérée le 21 avril 1945 par l'Armée rouge. Après une marche d'au moins deux cents kilomètres, Yvette Lundy et son groupe de déportés parviennent à rejoindre Halle, d'où ils sont rapatriés à Paris par avion jusqu'au Bourget le 8 mai 1945, avant d'être accueillis à l'Hôtel Lutetia.

### Une mémoire de la Résistance et de la déportation
Depuis, Yvette Lundy est devenue une grande figure de la Résistance marnaise. À partir de 1959, elle se consacre à la transmission de la mémoire de la Résistance et de la déportation. Elle continue jusqu'à la fin de sa vie à témoigner, particulièrement auprès des jeunes, notamment dans le cadre du Concours national de la résistance et de la déportation,.
Elle est l'auteur de Le Fil de l’araignée, le récit de sa vie, publié en 2012.
Elle inspire à Tony Gatlif le personnage de Mademoiselle Lundi dans son film Liberté, avec Marc Lavoine et Marie-Josée Croze, sorti en 2009.
Yvette Lundy meurt à Épernay le 3 novembre 2019.
Le 31 janvier 2022, le Conseil Municipal de la ville d’Épernay décide de donner son nom à l'école Bachelin, qui devient l'école Yvette Lundy, une rue de Châlons-en-Champagne porte son nom.

## Décorations
Elle est reconnue « Déporté résistante »,.
- Croix de guerre 1939–1945
- Médaille de la Résistance française (décret du 3 juillet 1946)[9]
- Grand officier de la Légion d'honneur (14 avril 2017)[10],[11]
- Commandeur de l'ordre national du Mérite

## Publication
- avec Laurence Boisson-Barbarot, Le fil de l'araignée : Itinéraire d'une résistante déportée marnaise, Troyes, LB-com, coll. « Book & Mystère », 2012, 171 p. (ISBN 979-10-90911-01-7).